# داویت سارکیسوف
داویت سارکیسوف (ارمنی: Դավիթ Սարկիսով; انگلیسی: Dawid Sarkisow؛ زادهٔ ۲۰ نوامبر ۱۹۸۲) بازیکن فوتبال ارمنی‌تبار اهل ترکمنستان است.
از باشگاه‌هایی که در آن بازی کرده‌است می‌توان به باشگاه فوتبال عشق‌آباد اشاره کرد.

## تیم ملی
وی همچنین در تیم ملی فوتبال ترکمنستان بازی کرده‌است.